# Момково
Момково е село в Южна България. То се намира в община Свиленград, област Хасково.

## История
Неизвестно точно кога, но вероятно през 17 в, също тъй неизвестно откъде, дошъл един млад българин и си построил хан в местността Скелята край река Марица и Цариградския път. Оттук е минавал главният път между Рим и Константинопол, от който днес са останали ориентировъчни могили. Според историка Атанас Разбойников, през ХIХ в. пътят е бил наричан от местните хора „Стар момковски път“.
Войските на султана нарекли неговия хан Ухлан хан, т.е. Момковия хан. По-късно той се оженил и там се заселили други негови близки и роднини. Така се поставило началото на ново селище, което турците нарекли Ухланлии или Охланлии, Момково село. При преименуването на селищата то става Момково, което име носи до днес. Според друга легенда жителите на селата край река Марица нападнали и ограбили керван, превозващ пари за хазната на империята. Османците ги подгонили, а хората побегнали към горите и търсели място с прясна вода, където да се заселят. Докато пасяло овце в местността Дощубака, едно овчарче дълбаело земята с гегата си и открило кладенец, край който се установило селото. Село Момково се намира в долината на река Марица, между планините Сакар и Родопи. По време на османското владичество тук са шетали много хайдушки чети. Сред тях са и тези на Кара Колю, Индже и Поп Мартин, като и до днес се носят легенди за хайдушката гордост и смелост, за техните подвизи и съкровища. В началото на 1878 г. малко преди идването на руските войски Момково е почти изцяло опожарено. При Освобождението на България Момково остава в пределите на Източна Румелия до Съединението от 1885 г. Княз Фердинанд идва на посещение в Момково и бива посрещнат тържествено. След парадния преглед на войската в училищния двор се извършва и тържественото ѝ освещаване в двора на църквата „Св. Възнесение“. В „Градината на Безсмъртните“ дървета и рози пазят паметта на загиналите в битката край Одрин 1912 – 13 г.
През 1924 г. разбойническа банда отвлича кмета на селото, неговите помощници и група местни жители.
В престрелка край с. Момково загива героично партизанинът Йордан Ципорков, който по-късно става патрон на местното ТКЗС.
Въпреки че селото е разположено близо до турската и до гръцката граница, в него няма преселници.

## Религии
Едно време жителите на с. Момково се черкували в параклисчето „Свето Възнесение“ на хълма Дрема край селото. Всяка година там правели сбор на църковния празник. През 1840 г. параклисът бил разрушен от одринските гърци и хората от с. Момково решили да си построят църква със същото име. Около 1869 г. в селото била построена църквата „Свето Възнесение“. По това време бил ограничен строежът на църкви и манастири. Те не бивало да бъдат по-високи от един човек на кон. Затова сградата била вписана в регистрите като хамбар за жито. Основен ктитор за построяването на храма бил заможният момковлия Марко Гроздев. Неговата сянка била вградена в основите на църквата. Така след смъртта си той се превърнал в покровител на селото и хората в него. От неговите наследници тръгват основните родове в селото: Марко Ивановите, Марко Гроздевите, Марко Димитровите и Марко Господиновите. В църквата „Св. Възнесение“ са запазени прекрасни възрожденски икони от 1860 г. Тук може да се види рядка икона на св. Модест, покровител на земеделци и животновъди. Тъй като църквата в Момково носи името „Свето Възнесение“, като празник на селото се е почитал Спасовден (Възнесение Господне). В двора на черквата са варили курбана за празника. Поради заетостта на хората със земеделска работа през пролетно-летния период, панаирът на селото бил изместен през октомври.

## Обществени институции
През 1933 г. Училището на с. Момково е преместено в новопостроена сграда. Оттогава кметството на селото се помещава в сградата на бившето училище. При строежа на сградата за подпорни колони на входа са използвани големи каменни блокове, извадени при разкопки на тракийска могила край селото. Освен тракийски погребални могили, край Момково има и редица римски ориентировъчни могили. В кметството се съхранява основният източник на информация за селото. Това е Летописната книга на село Момково. Тя разказва легенди за заселването му. В нея подробно са отбелязани интересни моменти от историята на сградите и хората в Момково. Фолклорният състав към читалището „Отец Паисий“ поддържа бодър духа на селото, като запазва българските песни, обреди и традиции. Площадът на селото е бил обновен през 1983 г. Музеят на село Момково е построен по време на социализма. В него са били запазени много снимки от историята на селото и предмети на селския бит. Той е бил разбит през 1989 година и сградата му се използвала за помпена станция. По стените все още стоят пана с карти, снимки и текстове от историята на Момково. Работи се по възстановяването му.

## Поминък
Зърнените култури заемат най-голяма част от обработваемата площ на момковското землище. Поради особеностите на климата и почвата, района на Момково е определен за сортов участък при производството на ечемик и царевица. Друга основна култура е тютюнът, като предпочитаният сорт е „Виржиния“. Хората в региона на Свиленград едно време са се прехранвали предимно с отглеждане на копринени буби. Край Момково е имало черничеви гори, чиято шума е била използвана за изхранването на копринените буби. През 1969 г. около селото са засадени първите бадеми, които образуват пояс от бадемови гори край Момково, но след 1989 г. биват изсечени. Днес районът на селото е известен с дините, пъпешите и лозята си. Момковци са особено горди с "кауните" (пъпешите), които отглеждат. От трайните насаждения особено място заемат лозята. Отглеждат се и винен,и и десертни сортове: „Мерло“, „Болгар“, „Ркацители“ и „Кардинал“.
От отраслите на животновъдството особено силно е застъпено с говедовъдството. Краварниците край Момково побирали около 1000 животни, като добитото от тях мляко било изпращано в мандрата в Свиленград. Селото има птицеферма, в която се отглеждат патици.
В началото на 1983 г. в Момково се открива шивашки цех.

## Културни и природни забележителности
На Коледа три коледарски кола (дружини) обикалят из селото, като всеки от тях е начело с мармърин – водач, който мармъри – нарежда тихо благопожелания. Дружините предварително се разбират кой откъде ще мине, за да не се засекат. Интересно е, че в Момково празнуват и Малка Коледа – на 6 януари децата обикалят и пеят за здраве.
На Сирни Заговезни, Прошка, на центъра се играело голямо хоро, като имало поверие, че „Който не играй и не клекне, памукът няма да цъфти“. Вечерта на Сирница мъже и млади момчета се събират на хълма и палят големи огньове, които прескачат за здраве. В понеделника след Сирница се е празнувал карнавално т. нар. Кучиден или Кьопекден. Тогава мъже са се преобличали като жени, обикаляли са къщите и са играели весели сценки за здраве. Трябвало да ощипеш по крака мнимата булка, водена от групата, за да близняла козата. Домакините от своя страна дарявали карнавалната група с кърпи, които после се раздавали като награди за пехливанските борби. За победителите в кушиите на Тодоровден наградите били агне, ризи, а също и парични.
Някога на Благовец са гонели змиите, като удряли по тенекия и викали „Бягайте змии и гущери, Благовец ва гони!“, а бабите препасвали пояс с лъжици и подскачали да плашат змиите. На Гергьовден всеки трябвало да заколи курбан в черковния двор – коза или агне.
Когато има продължителна суша, в Момково правят курбан за дъжд. По-рано са правели и обичая Пеперуда (при бездъждие).